# Porphyrophora polonica
La cocciniglia polacca (Porphyrophora polonica (Linnaeus, 1758)) è un insetto in passato usato per produrre il colore cremisi, colloquialmente noto come "sangue di San Giovanni".
Cresce sui terreni sabbiosi dell'Europa centrale e in altre parti dell'Eurasia.
Le larve della P. polonica sono parassiti che vivono nelle radici di varie erbe— specialmente quelle perenni. 
Prima dello sviluppo dell'anilina, dell'alizarina e di altri coloranti sintetici, l'insetto aveva una grande importanza economica, sebbene il suo uso fosse in declino dopo l'introduzione della cocciniglia messicana in Europa nel XVI secolo.